# 5930 Zhiganov
5930 Zhiganov (1975 VW2) là một tiểu hành tinh vành đai chính được phát hiện ngày 2 tháng 11 năm 1975 bởi T. M. Smirnova ở Nauchnyj.